# Старе загартування
«Старе загартування» або «Старий гард» (англ. Old School, дос. «Стара школа») — американська кінокомедія 2003 року, презентована компанією DreamWorks, режисер фільму Тодд Філліпс. Історія до фільму була написана Каурт Крандаллом, а сценарій Тоддом Філліпсом і Скоттом Армстронгом. Головні ролі виконували Люк Вілсон, Вінс Вон і Вілл Ферелл.

## Сюжет
Мітчу, Френку і Берні вже за тридцятник, скоро вони стануть відповідальними дорослими, одружаться, заведуть сім'ї і знайдуть роботу, а дитинство все не перестає вирувати в них.
Черговою пустотливою вигадкою стає спроба знову пережити солодкі миті спільного навчання в коледжі, коли їхня слава гриміла буквально по всіх кутках. Вони винаймають великий будинок поблизу коледжу і влаштовують у ньому «студентське братство»...